# Historyczne składy Czarnych Słupsk
Historyczne składy Czarnych Słupsk – skład Czarnych Słupsk w historii klubu.

## Sezony

### Sezon 2004/2005
Pierwszy trener:
- Jerzy Chudeusz (Polska) – od czerwca 2004
- Andrzej Kowalczyk (Polska) – od grudnia 2004
- Mirosław Lisztwan (Polska) – od 22 kwietnia 2005

Asystent:
- Mirosław Lisztwan (Polska) – do 22 kwietnia 2005

Trener odnowy biologicznej:
- Dawid Bocian (Polska)

| nr  | Imię nazwisko      | data urodzenia       | wzrost | pozycja | narodowość        |
| --- | ------------------ | -------------------- | ------ | ------- | ----------------- |
| 4.  | Piotr Pluta        | 1 września 1981      | 193    | SG      | Polska            |
| 5.  | Łukasz Chelis      | 1 października 1984  | 199    | SF/PF   | Polska            |
| 6.  | Rafał Frank        | 4 kwietnia 1980      | 200    | SF/PF   | Polska            |
| 7.  | Matija Cesković    | 20 maja 1981         | 192    | SG      | Chorwacja         |
| 8.  | Marco Spears       | 26 września 1979     | 195    | SG/SF   | Stany Zjednoczone |
| 9.  | Łukasz Seweryn     | 26 października 1982 | 196    | SG/SF   | Polska            |
| 10. | Ted Berry          | 4 czerwca 1972       | 189    | PG      | Stany Zjednoczone |
| 11. | Rusłan Bajdakow    | 9 stycznia 1974      | 202    | PF/C    | Białoruś          |
| 13. | Dawid Obrzut       | 7 listopada 1985     | 201    | PF      | Polska            |
| 14. | Wiktor Grudziński  | 9 kwietnia 1978      | 208    | C       | Polska            |
| 15. | Wojciech Majchrzak | 7 lutego 1974        | 198    | SF      | Polska            |

### Sezon 2005/2006
Źródło
Pierwszy trener:
- Igor Griszczuk (Białoruś/Polska)

Asystent:
- Mirosław Lisztwan (Polska)

Trener odnowy biologicznej:
- Dawid Bocian (Polska)

| nr  | Imię nazwisko            | data urodzenia | wzrost | pozycja | narodowość |
| --- | ------------------------ | -------------- | ------ | ------- | ---------- |
| 4.  | Marcin Flieger           | 1984-03-07     | 183    | PG      | Polska     |
| 5.  | Tarmo Kikerpill          | 1977-06-13     | 197    | PF      | Estonia    |
| 7.  | Miah Davis               | 1981-02-12     | 184    | PG      | USA        |
| 8.  | Łukasz Jagoda            | 1979-01-27     | 186    | PG      | Polska     |
| 9.  | Jakub Chmielewski        | 1989-07-24     | 193    | PG      | Polska     |
| 10. | Aleksander Kudriawcew    | 1980-05-23     | 190    | SG      | Białoruś   |
| 11. | Dariusz Cywiński         | 1976-11-07     | 200    | PF/C    | Polska     |
| 12. | Omar Barlett             | 1980-01-12     | 203    | PF/C    | Jamajka    |
| 13. | Alex Dunn                | 1982-02-19     | 210    | C       | USA        |
| 14. | Mindaugas Burneika       | 1978-10-28     | 200    | SF      | Litwa      |
| 15. | Przemysław Frasunkiewicz | 1979-01-08     | 202    | SF      | Polska     |

Doszli w trakcie sezonu: Mindaugas Burneika (Litwa, SF), Marcin Flieger (Polska, PG)

Odeszli w trakcie sezonu: Łukasz Chelis (Polska, SF), Łukasz Seweryn (Polska, SG/SF)

### Sezon 2006/2007
Źródło
Pierwszy trener:
- Igor Griszczuk (Białoruś/Polska)

Asystent:
- Mirosław Lisztwan (Polska)

Trener odnowy biologicznej:
- Dawid Bocian (Polska)

| nr  | Imię nazwisko            | data urodzenia | wzrost | pozycja | narodowość |
| --- | ------------------------ | -------------- | ------ | ------- | ---------- |
| 4.  | Mantas Česnauskis        | 1981-07-22     | 189    | PG/SG   | Litwa      |
| 5.  | Hubert Pabian            | 1989-01-21     | 199    | SF      | Polska     |
| 6.  | Evaldas Jocys            | 1975-05-25     | 203    | PF      | Litwa      |
| 8.  | Marcin Flieger           | 1984-03-07     | 183    | PG      | Polska     |
| 9.  | Tomasz Zabłocki          | 1978-02-27     | 203    | PF      | Polska     |
| 10. | Miah Davis               | 1981-02-12     | 184    | PG      | USA        |
| 11. | Jakub Chmielewski        | 1989-07-24     | 193    | PG      | Polska     |
| 12. | Omar Barlett             | 1980-01-12     | 203    | PF/C    | Jamajka    |
| 13. | Alex Dunn                | 1982-02-19     | 210    | C       | USA        |
| 14. | Aleksander Kudriawcew    | 1980-05-23     | 190    | SG      | Białoruś   |
| 15. | Przemysław Frasunkiewicz | 1979-01-08     | 202    | SF      | Polska     |

Doszli w trakcie sezonu: Evaldas Jocys (Litwa, PF)

Odeszli w trakcie sezonu: Hubert Radke (Polska, C), Darrell Tucker (USA, PF)

### Sezon 2007/2008
Źródło
Pierwszy trener:
- Igor Griszczuk (Białoruś/Polska)

Asystent:
- Mirosław Lisztwan (Polska)

Trener odnowy biologicznej:
- Dawid Bocian (Polska)

| nr  | Imię nazwisko            | data urodzenia | wzrost | pozycja  | narodowość |
| --- | ------------------------ | -------------- | ------ | -------- | ---------- |
| 5.  | Łukasz Wiśniewski        | 1984-12-07     | 182    | SG       | Polska     |
| 9.  | Tarmo Kikerpill          | 1977-06-13     | 197    | PF       | Estonia    |
| 11. | Dariusz Cywiński         | 1976-11-07     | 200    | PF/C     | Polska     |
| 13. | Patryk Przyborowski      | 1990-06-26     | 190    | SF       | Polska     |
| 14. | Aleksander Kudriawcew    | 1980-05-23     | 190    | SG       | Białoruś   |
| 15. | Przemysław Frasunkiewicz | 1979-01-08     | 202    | SF       | Polska     |
| 16. | Cedric Bozeman           | 1983-03-07     | 196    | PG/SG/SF | USA        |
| 20. | Piotr Szczotka           | 1981-06-17     | 196    | SF/PF    | Polska     |
| 21. | Omar Barlett             | 1980-01-12     | 203    | PF/C     | Jamajka    |
| 22. | Mantas Česnauskis        | 1981-07-22     | 189    | PG/SG    | Litwa      |
| 33. | Lee Humphrey             | 1984-04-26     | 186    | SG       | USA        |
| 41. | Michael Andersen         | 1974-01-29     | 213    | C        | Dania      |
|     | Hubert Pabian            | 1989-01-21     | 199    | SF       | Polska     |
|     | Jakub Chmielewski        | 1989-07-24     | 193    | PG       | Polska     |

Doszli w trakcie sezonu: Michael Andersen (Dania, C), Cedric Bozeman (USA, PG/SG/SF), Ayinde Ubaka (USA, PG), Žydrūnas Urbonas (Litwa, SF/PF)

Odeszli w trakcie sezonu: Ed Scott (USA, PG), James Hughes (USA, C), Ayinde Ubaka (USA, PG), Žydrūnas Urbonas (Litwa, SF/PF)

### Sezon 2008/2009
Źródło
Pierwszy trener:
- Andrij Podkowyrow (Ukraina)/Gašper Okorn (Słowenia)

Asystenci:
- Mirosław Lisztwan (Polska)
- Witalij Szpaniuk (Ukraina)

Trener odnowy biologicznej:
- Dawid Bocian (Polska)

| nr  | Imię nazwisko       | data urodzenia | wzrost | pozycja | narodowość |
| --- | ------------------- | -------------- | ------ | ------- | ---------- |
| 5.  | Antonio Burks       | 1980-2-25      | 183    | PG      | USA        |
| 7.  | Chris Booker        | 1981-10-24     | 208    | PF/C    | USA        |
| 9.  | Paweł Leończyk      | 1986-10-05     | 203    | PF      | Polska     |
| 10. | Demetric Bennett    | 1985-06-25     | 191    | SG      | USA        |
| 11. | Marcin Dutkiewicz   | 1986-01-28     | 198    | SF      | Polska     |
| 12. | Bojan Bakić         | 1983-01-08     | 195    | SG/SF   | Czarnogóra |
| 13. | Marcin Sroka        | 1981-03-20     | 201    | SF      | Polska     |
| 14. | Patryk Przyborowski | 1990-06-26     | 196    | SF      | Polska     |
| 15. | Hubert Pabian       | 1989-01-21     | 202    | SF      | Polska     |
| 20. | Mateo Kedzo         | 1984-09-06     | 204    | PF      | Chorwacja  |
| 21. | Omar Barlett        | 1980-01-12     | 202    | PF      | Jamajka    |
| 22. | Mantas Česnauskis   | 1981-07-22     | 189    | PG/SG   | Litwa      |
| 33. | Paweł Malesa        | 1985-05-06     | 195    | SG/SF   | Polska     |

Doszli w trakcie sezonu: trener Gašper Okorn (Słowenia), Antonio Burks (USA, PG), Chris Booker (USA, PF/C), Bojan Bakić (Czarnogóra, SG/SF), Mateo Kedzo (Chorwacja, PF), Omar Barlett (Jamajka, PF/C)

Odeszli w trakcie sezonu: trener Andrij Podkowyrow (Ukraina), Jack Ingram (USA, PF/C), Łukasz Ratajczak (Polska, PF), Rolando Howell (USA, C), Jay Straight (USA, PG)

### Sezon 2009/2010
Źródło
Pierwszy trener:
- Igors Miglinieks (Łotwa), od 22.03.2010 Dainius Adomaitis (Litwa)

Drugi trener:
- Mirosław Lisztwan (Polska)

Asystenci:
- Dainius Adomaitis (Litwa) (do 22.03.2010)

Trener odnowy biologicznej:
- Dawid Bocian (Polska)

| nr | Imię nazwisko       | Data urodzenia | Wzrost | Pozycja | Narodowość |
| -- | ------------------- | -------------- | ------ | ------- | ---------- |
| 5  | Patryk Przyborowski | 1990-06-26     | 196    | SF      | Polska     |
| 7  | Chris Booker        | 1981-10-24     | 208    | PF/C    | USA        |
| 9  | Wojciech Żurawski   | 1976-05-20     | 199    | PF/C    | Polska     |
| 12 | Tyrone Brazelton    | 1986-03-30     | 181    | PG      | USA        |
| 13 | Marcin Sroka        | 1981-03-20     | 201    | SF      | Polska     |
| 14 | Jacek Sulowski      | 1979-03-15     | 192    | SG      | Polska     |
| 15 | Dawid Przybyszewski | 1981-10-09     | 213    | PF/C    | Polska     |
| 16 | Hubert Pabian       | 1989-01-21     | 202    | SF      | Polska     |
| 20 | Alex Harris         | 1986-01-30     | 194    | SG      | USA        |
| 21 | Chris Daniels       | 1981-01-26     | 200    | PF      | USA        |
| 22 | Mantas Česnauskis   | 1981-07-22     | 189    | PG/SG   | Litwa      |
| 45 | Paweł Leończyk      | 1986-10-05     | 203    | PF      | Polska     |

Doszli w trakcie sezonu: Paweł Leończyk (Polska), Tyrone Brazelton (USA), Chris Booker (USA)

Odeszli w trakcie sezonu: Ronald Clark (USA), Dru Joyce (USA)

### Sezon 2010/2011
Źródło
Pierwszy trener:
- Dainius Adomaitis (Litwa)

Asystenci trenera:
- Mirosław Lisztwan (Polska)
- Marius Linartas (Litwa)

Trener odnowy biologicznej:
- Dawid Bocian (Polska)

Trener przygotowania fizycznego:
- Grzegorz Klin (Polska)

| nr | Imię nazwisko       | Data urodzenia | Wzrost | Pozycja | Narodowość |
| -- | ------------------- | -------------- | ------ | ------- | ---------- |
| 7  | Zbigniew Białek     | 1982-11-05     | 202    | PF      | Polska     |
| 8  | Krzysztof Roszyk    | 1978-08-20     | 200    | SF      | Polska     |
| 9  | William Avery       | 1979-08-08     | 188    | PG/SG   | USA        |
| 10 | Konrad Rzeczkowski  | 1992-02-03     | 180    | PG/SG   | Polska     |
| 10 | Jerel Blassingame   | 1981-09-12     | 175    | PG      | USA        |
| 13 | Cameron Bennerman   | 1984-05-08     | 190    | SG      | USA        |
| 14 | Patryk Przyborowski | 1990-06-26     | 196    | SF      | Polska     |
| 15 | Wojciech Szawarski  | 1976-08-02     | 195    | SG/SF   | Polska     |
| 22 | Mantas Česnauskis   | 1981-07-22     | 189    | PG/SG   | Litwa      |
| 30 | Ermin Jazvin        | 1980-03-12     | 209    | C       | Bośnia     |
| 35 | Bryan Davis         | 1986-12-31     | 206    | C       | USA        |
| 44 | Hubert Pabian       | 1989-01-21     | 202    | SF      | Polska     |
| 45 | Paweł Leończyk      | 1986-10-05     | 203    | PF      | Polska     |

Doszli w trakcie sezonu: William Avery (USA, PG/SG), Ermin Jazvin (Bośnia, C)

Odeszli w trakcie sezonu: Chris Oakes (USA, C)

### Sezon 2011/2012
Źródło
Pierwszy trener:
- Dainius Adomaitis (Litwa)

Asystenci trenera:
- Mirosław Lisztwan (Polska)
- Marius Linartas (Litwa)

Trener odnowy biologicznej:
- Dawid Bocian (Polska)

Trener przygotowania fizycznego:
- Grzegorz Klin (Polska)

| nr | Imię nazwisko       | Data urodzenia | Wzrost | Pozycja | Narodowość |
| -- | ------------------- | -------------- | ------ | ------- | ---------- |
| 4  | Stanley Burrell     | 1984-09-16     | 190    | PG      | USA        |
| 5  | Darnell Hinson      | 1980-03-28     | 185    | SG      | USA        |
| 7  | Zbigniew Białek     | 1982-11-05     | 202    | PF      | Polska     |
| 8  | Krzysztof Roszyk    | 1978-08-20     | 200    | SF      | Polska     |
| 11 | Paweł Kikowski      | 1986-04-27     | 193    | SG/SF   | Polska     |
| 14 | Patryk Przyborowski | 1990-06-26     | 196    | SF      | Polska     |
| 15 | Wojciech Osiński    | 1992-09-28     | 194    | SG/SF   | Polska     |
| 16 | Szymon Długosz      | 1992-04-22     | 202    | PF      | Polska     |
| 22 | Mantas Česnauskis   | 1981-07-22     | 189    | PG/SG   | Litwa      |
| 23 | David Weaver        | 1987-09-10     | 207    | C       | USA        |
| 32 | Scott Morrison      | 1986-01-03     | 210    | C       | Kanada     |
| 45 | Paweł Leończyk      | 1986-10-05     | 203    | PF      | Polska     |

### Sezon 2012/2013
Pierwszy trener:
- Andrej Urlep (Słowenia)

Asystenci trenera:
- Algirdas Milonas (Litwa)
- Mirosław Lisztwan (Polska)
- Rafał Frank (Polska)

Trener odnowy biologicznej:
- Dawid Bocian (Polska)

Trener przygotowania fizycznego:
- Grzegorz Klin (Polska)

| nr | Imię nazwisko        | Data urodzenia | Wzrost | Waga | Pozycja | Narodowość    |
| -- | -------------------- | -------------- | ------ | ---- | ------- | ------------- |
| 5  | Michał Nowakowski    | 1988-06-18     | 202    |      | PF      | Polska        |
| 6  | Roderick Trice       | 1984-06-14     | 190    | 82   | SG      | USA           |
| 7  | Marcin Dutkiewicz    | 1986-01-28     | 198    | 97   | SF      | Polska        |
| 8  | Todd Abernethy       | 1984-07-24     | 184    | 86   | PG      | USA           |
| 9  | Wojciech Jakubiak    | 1996-06-22     | 186    |      | PG      | Polska        |
| 10 | Oded Brandwein       | 1988-02-15     | 179    | 83   | PG/SG   | Izrael/Polska |
| 13 | Mateusz Kostrzewski  | 1989-09-18     | 201    | 83   | SF      | Polska        |
| 15 | Wojciech Osiński     | 1992-09-28     | 194    |      | SG/SF   | Polska        |
| 16 | Szymon Długosz       | 1992-04-22     | 202    |      | PF      | Polska        |
| 19 | Valdas Dabkus        | 1984-03-26     | 205    | 104  | PF      | Litwa         |
| 25 | Yemi Gadri-Nicholson | 1983-06-07     | 207    | 110  | C       | USA           |
| 32 | Levi Knutson         | 1988-11-15     | 191    | 91   | SG      | USA           |
| 35 | Bryan Davis          | 1986-12-31     | 206    | 113  | C       | USA           |

Doszli w trakcie sezonu: Bryan Davis (USA, C), Roderick Trice (USA, SG), trener Andrej Urlep (Słowenia)

Odeszli w trakcie sezonu: trener Marius Linartas (Litwa), Robert Tomaszek (Polska, C)

### Sezon 2015/2016
| Nr | Poz. | Nar.              | Nazwisko i imię    | Data urodzenia | Wzrost | Masa ciała |
| -- | ---- | ----------------- | ------------------ | -------------- | ------ | ---------- |
| 1  | PG   | Stany Zjednoczone | Blassingame, Jerel | 1981-09-12     | 175 cm | 83 kg      |
| 2  | G/F  | Stany Zjednoczone | Harper, Demonte    | 1989-06-21     | 193 cm | 88 kg      |
| 4  | G/F  | Stany Zjednoczone | Campbell, Folarin  | 1986-02-27     | 189 cm | 93 kg      |
| 9  | SG   | Polska            | Seweryn, Łukasz    | 1982-10-26     | 196 cm | 91 kg      |
| 12 | F    | Polska            | Mokros, Jarosław   | 1990-01-21     | 201 cm | 97 kg      |
| 13 | PF   | Polska            | Borowski, Kacper   | 1994-05-02     | 203 cm | 90 kg      |
| 15 | C    | Senegal           | Mbodj, Cheikh      | 1987-08-01     | 208 cm | 107 kg     |
| 17 | SG   | Polska            | Zywert, Marek      | 1996-02-24     | 186 cm | 87 kg      |
| 22 | G    | Polska            | Česnauskis, Mantas | 1981-07-22     | 189 cm | 84 kg      |
| 23 | G    | Polska            | Sprengel, Bartosz  | 1995-02-10     | 181 cm | 80 kg      |
| 25 | SF   | Polska            | Rypiński, Dawid    | 1995-12-14     | 192 cm | 80 kg      |
|    | F    | Stany Zjednoczone | Jackson, Justin    | 1990-10-13     | 203 cm | 104 kg     |

Trener:  Donaldas Kairys
 Asystenci: Rafał Frank •Giedrius Zibenas• Mirosław Lisztwan

### Sezon 2017/2018
| Nr | Poz. | Nar.              | Nazwisko i imię    | Data urodzenia | Wzrost | Masa ciała |
| -- | ---- | ----------------- | ------------------ | -------------- | ------ | ---------- |
| 3  | G    | Stany Zjednoczone | Brandon, Drew      | 1992-05-11     | 193 cm |            |
| 9  | SF   | Polska            | Seweryn, Łukasz    | 1982-10-26     | 195 cm |            |
| 10 | G/F  | Polska            | Urban, Andrzej     | 2000-04-22     | 192 cm |            |
| 11 | SG   | Polska            | Powideł, Piotr     | 1998-05-07     | 193 cm |            |
| 12 | G    | Polska            | Ludwiczuk, Robert  | 1999-05-11     | 185 cm |            |
| 13 | C    | Łotwa             | Blaus, Lauris      | 1990-02-16     | 208 cm |            |
| 16 | PF   | Polska            | Wall, Daniel       | 1982-03-02     | 196 cm |            |
| 19 | PF   | Polska            | Stelmach, Piotr    | 1984-02-23     | 205 cm |            |
| 22 | G    | Polska            | Česnauskis, Mantas | 1981-07-22     | 189 cm |            |
| 34 | F    | Polska            | Bonarek, Łukasz    | 1993-08-14     | 201 cm |            |

Trener:  Marek Łukomski
 Asystenci: Rafał Frank • Mirosław Lisztwan
W trakcie sezonu odeszli: C.J. Aiken (20.11.2017), Justin Watts (10.01.2018), Dominic Artis (10.01.2018)

### Sezon 2018/2019
| Nr | Poz. | Nar.   | Nazwisko i imię       | Data urodzenia | Wzrost | Masa ciała |
| -- | ---- | ------ | --------------------- | -------------- | ------ | ---------- |
| 4  | G    | Polska | Kordalski, Adrian     | 1995-12-11     | 185 cm |            |
| 5  | PG   | Polska | Jakubiak, Wojciech    | 1996-06-22     | 188 cm |            |
| 6  | G    | Polska | Wieczorek, Patryk     | 1996-11-01     | 188 cm |            |
| 8  | PG   | Polska | Sprengel, Bartosz     | 1995-02-10     | 186 cm |            |
| 9  | SF   | Polska | Seweryn, Łukasz       | 1982-10-26     | 195 cm |            |
| 10 | PF   | Polska | Długosz, Szymon       | 1992-04-22     | 203 cm |            |
| 11 | SG   | Polska | Powideł, Piotr        | 1998-05-07     | 193 cm |            |
| 12 | SF   | Polska | Wyszkowski, Hubert    | 1999-05-04     | 197 cm |            |
| 13 | SG   | Polska | Gładikowski, Krystian | 2000-04-01     | 192 cm |            |
| 14 | SF   | Polska | Rduch, Szymon         | 1989-08-17     | 196 cm |            |
| 16 | C    | Polska | Cechniak, Damian      | 1993-10-08     | 210 cm |            |
| 22 | G    | Polska | Česnauskis, Mantas    | 1981-07-22     | 189 cm |            |
| 25 | SF   | Polska | Rypiński, Dawid       | 1995-12-14     | 193 cm |            |
| 29 | PF   | Polska | Pełka, Patryk         | 1989-06-07     | 202 cm |            |

Trener:  Robert Jakubiak
 Asystenci: Mantas Česnauskis

### Sezon 2019/2020
| Nr | Poz. | Nar.   | Nazwisko i imię     | Data urodzenia | Wzrost | Masa ciała |
| -- | ---- | ------ | ------------------- | -------------- | ------ | ---------- |
| 1  | SF   | Polska | Wyszkowski, Hubert  | 1999-05-04     | 197 cm |            |
| 4  | G    | Polska | Kordalski, Adrian   | 1995-12-11     | 185 cm |            |
| 5  | PG   | Polska | Jakubiak, Wojciech  | 1996-06-22     | 188 cm |            |
| 7  | SF   | Polska | Dutkiewicz, Marcin  | 1986-01-28     | 198 cm |            |
| 8  | PG   | Polska | Sprengel, Bartosz   | 1995-02-10     | 186 cm |            |
| 9  | SF   | Polska | Seweryn, Łukasz     | 1982-10-26     | 195 cm |            |
| 10 | PF   | Polska | Długosz, Szymon     | 1992-04-22     | 203 cm |            |
| 20 | SF   | Polska | Janiak, Damian      | 1989-10-20     | 195 cm |            |
| 21 | SG   | Polska | Małgorzaciak, Filip | 1993-06-18     | 192 cm |            |
| 23 | PG   | Polska | Jankowski, Cezary   | 2003-08-02     | 182 cm |            |
| 30 | PF   | Polska | Pełka, Patryk       | 1989-06-07     | 202 cm |            |
| 55 | C    | Polska | Fraś, Wojciech      | 1991-01-25     | 202 cm |            |

Trener:  Mantas Česnauskis
 Asystenci: Robert Jakubiak

### Sezon 2020/2021
| Nr | Poz. | Nar.   | Nazwisko i imię      | Data urodzenia | Wzrost | Masa ciała |
| -- | ---- | ------ | -------------------- | -------------- | ------ | ---------- |
| 0  | PG   | Polska | Kopciński, Paweł     | 1995-07-07     | 180 cm |            |
| 4  | G    | Polska | Kordalski, Adrian    | 1995-12-11     | 185 cm |            |
| 8  | G    | Polska | Musiał, Jakub        | 1998-09-22     | 185 cm |            |
| 10 | PF   | Polska | Długosz, Szymon      | 1992-04-22     | 203 cm |            |
| 11 | G    | Polska | Kulikowski, Błażej   | 2001-01-03     | 195 cm |            |
| 13 | SF   | Polska | Przyborowski, Patryk | 1990-06-26     | 194 cm |            |
| 14 | PF   | Polska | Kurpisz, Mikołaj     | 1998-05-03     | 203 cm |            |
| 16 | C    | Polska | Słupiński, Dawid     | 1992-04-16     | 206 cm |            |
| 34 | SF   | Polska | Pieloch, Damian      | 1989-02-16     | 195 cm |            |
| 44 | PF   | Polska | Pabian, Hubert       | 1989-01-21     | 201 cm |            |
| 95 | SF   | Polska | Śmigielski, Piotr    | 1989-09-06     | 191 cm |            |

Trener:  Mantas Česnauskis
 Asystenci: Łukasz Seweryn

### Sezon 2021/2022
| Nr | Poz. | Nar.   | Nazwisko i imię    | Data urodzenia | Wzrost | Masa ciała |
| -- | ---- | ------ | ------------------ | -------------- | ------ | ---------- |
|    | G    | Kanada | Klassen, Marek     | 1989-01-21     | 185 cm | 84 kg      |
|    | G    | Polska | Kordalski, Adrian  | 1995-12-11     | 185 cm |            |
|    | G    | Polska | Kulikowski, Błażej | 2001-01-03     | 195 cm |            |
|    | G    | Polska | Musiał, Jakub      | 1998-09-22     | 185 cm |            |
|    | C    | Polska | Słupiński, Dawid   | 1992-04-16     | 206 cm |            |
|    | C    | Polska | Witliński, Mikołaj | 1995-12-02     | 207 cm |            |

Trener:  Mantas Česnauskis
 Asystenci: Łukasz Seweryn